# Margaritopsis agustinae
Margaritopsis agustinae là một loài thực vật có hoa trong họ Thiến thảo. Loài này được (Acuña) C.M.Taylor mô tả khoa học đầu tiên năm 2005.